# Віллем Дефо
Ві́льям Джеймс «Ві́ллем» Дефо́ (англ. William James «Willem» Dafoe; нар. 22 липня 1955) — американський театральний і кіноактор. Він є лавреатом різних нагород, включаючи Кубок Вольпі за найкращу чоловічу роль, а також номінований на чотири премії Оскар, чотири премії Гільдії кіноакторів, три премії «Золотий глобус» та премію Британської кіноакадемії. Відомий своєю частою співпрацею з режисерами Полом Шредером, Абелем Феррарою, Ларсом фон Трієром та Весом Андерсоном.

## Біографія
Народився у Еплтоні, штат Вісконсин, і був шостою дитиною з восьми у родині хірурга Вільяма Альфреда Дефо і медсестри Муріель Ісабель Спрісслер. Батьки дали йому ім'я Вільям, але хлопець змінив його на Віллем, оскільки йому не подобалося, що його називають Біллі. Навчався в Університеті Вісконсин-Мілвокі, але кинув навчання заради виступів у театрі.
Після чотирьох років роботи у Theatre X у США та Європі Віллем Дефо переїхав до Нью-Йорку і приєднався до Performance Group. Дефо був одним із перших членів експериментальної театральної трупи The Wooster Group.
Кінокар'єра Дефо почалася 1981 року, коли він зіграв у фільмі «Брама небесна», хоча згодом його роль була вирізана під час монтажу. У 1985 році актор знявся у фільмі «Жити і померти у Лос-Анджелесі», а через рік — у «Без любові». Але проривом у його кар'єрі стала роль сержанта Еліаса у стрічці «Взвод» (1986), за яку його було номіновано на Оскар.
1988 року Дефо зіграв у ще одному фільмі про війну у В'єтнамі — «Свавілля». Того ж року він виконав роль Ісуса в «Останній спокусі Христа». 1990 року актор став на короткий час моделлю Prada. 1993 року Віллем Дефо знявся в еротичній драмі «Тіло як доказ» з Мадонною. 1999 року він зіграв агента ФБР у стрічці «Святі з нетрів», а 2000 року виконав роль детектива у культовому фільмі «Американський психопат». 2000 року його було номіновано на «Оскар» і «Золотий глобус» за роль у «Тіні вампіра». Актора почали часто запрошувати на ролі лиходіїв, наприклад, «Одного разу у Мексиці» і «XXX: Стан Союзу» (2005).
Дефо зіграв суперлиходія Нормана Осборна / Зеленого Гобліна у фільмі про супергероя «Людина-павук» (2002), роль, яку він повторив у його продовженнях «Людина-павук 2» (2004) і «Людина-павук 3» (2007), а також у фільмі Кіновсесвіту Marvel «Людина-павук: Додому шляху нема» (2021). Щоб зберегти свою роль у фільмі в секреті, Дефо носив плащ на знімальному майданчику, щоб приховати свою зовнішність, поки його не продемонстрували в першому трейлері.
2006 року Віллем Дефо знявся у стрічках «Анаморф» і «Містер Бін на відпочинку». 2009 року актор зіграв у скандальному фільмі Ларса фон Трієра «Антихрист», одному з трьох, де він співпрацював з цим режисером.
За фільм «Проєкт Флорида» (2017) отримав третю номінацію на премію «Оскар» у категорії «Краща чоловіча роль другого плану».
Дефо зіграв Нуїдіс Вулко у фільмах DC «Аквамен» (2018) та «Ліга справедливості Зака Снайдера» (2021).
Дефо з'являється в ансамблевій комедії Веса Андерсона «Французька депеша», психологічному трилері Гільєрмо дель Торо «Кошмарна алея» та історичному трилері Роберта Еггерса «Варяг» (2022). Усі проєкти перенесли дати випуску через пандемію COVID-19.
У 2020 році The New York Times поставила його на 18 місце у своєму списку 25 найкращих акторів 21 століття.
У лютому 2021 року було оголошено, що Дефо зіграє разом із Еммою Стоун і Марком Руффало у фільмі «Бідні речі» Йоргоса Лантімоса.
Дефо зобразив на екрані кілька реальних особистостей, зокрема Т. С. Еліота у фільмі «Том і Вів» (1994), П'єра Паоло Пазоліні у фільмі «Пазоліні» (2014), Вінсента Ван Ґоґа у фільмі «Ван Гог. На порозі вічності» (2018) (за який він отримав четверту номінацію на «Оскар» за найкращу чоловічу роль), та Леонард Сеппала в Того (2019).
Дефо має подвійне громадянство — американське та італійське .

## Фільмографія

### Фільми
| Рік  |     | Українська назва                   | Оригінальна назва                        | Роль                           |
| ---- | --- | ---------------------------------- | ---------------------------------------- | ------------------------------ |
| 1980 | ф   | Брама небесна                      | Heaven's Gate                            | Віллі                          |
| 1981 | ф   | Без любові                         | The Loveless                             | Венс                           |
| 1983 | ф   | Голод                              | The Hunger                               | юнак біля телефонної будки     |
| 1984 | ф   | Закусочна на шосе 66               | Roadhouse 66                             | Джонні Гарт                    |
| 1984 | ф   | Вулиці у вогні                     | Streets of Fire                          | Рейвен Шеддок                  |
| 1985 | ф   | Жити і померти в Лос-Анджелесі     | To Live and Die in L.A.                  | Ерік 'Рік' Мастерс             |
| 1986 | ф   | Взвод                              | Platoon                                  | Сержант Еліас К. Гродін        |
| 1988 | ф   | Беззаконня                         | Off Limits                               | Бак МакГріф                    |
| 1988 | ф   | Остання спокуса Христа             | The Last Temptation of Christ            | Ісус Христос                   |
| 1988 | ф   | Міссісіпі у вогні                  | Mississippi Burning                      | Алан Ворд                      |
| 1989 | ф   | Тріумф духу                        | Triumph of the Spirit                    | Саламо Ароуч                   |
| 1989 | ф   | Народжений четвертого липня        | Born on the Fourth of July               | Чарлі                          |
| 1990 | ф   | Плаксій                            | Cry-Baby                                 | охоронець                      |
| 1990 | ф   | Дикі серцем                        | Wild at Heart                            | Боббі Перу                     |
| 1991 | ф   | Політ «Порушника»                  | Flight of the Intruder                   | Вірджил 'Тигр' Коул            |
| 1992 | ф   | Чуйний сон                         | Light Sleeper                            | Джон ЛеТур                     |
| 1992 | ф   | Білі піски                         | White Sands                              | шериф Рей Доулзел              |
| 1993 | ф   | Тіло як доказ                      | Body of Evidence                         | Френк Дулені                   |
| 1993 | ф   | Так далеко, так близько!           | Faraway, So Close!                       | Емут Флесті                    |
| 1994 | ф   | Том і Вів                          | Tom & Viv                                | Том Еліот                      |
| 1994 | ф   | Пряма і явна загроза               | Clear and Present Danger                 | Джон Кларк                     |
| 1995 | ф   | Ніч і мить                         | The Night and the Moment                 | письменник                     |
| 1996 | ф   | Перемога                           | Victory                                  | Ексель Гейст                   |
| 1996 | ф   | Баскьят                            | Basquiat                                 | електрик                       |
| 1996 | ф   | Англійський пацієнт                | The English Patient                      | Давид Караваджо                |
| 1997 | ф   | Швидкість 2: Контроль над круїзом  | Speed 2: Cruise Control                  | Джон Гейгер                    |
| 1997 | ф   | Скорбота                           | Affliction                               | Рольф Вайтхаус                 |
| 1998 | ф   | Лулу на мосту                      | Lulu on the Bridge                       | др. Ван Горн                   |
| 1998 | ф   | Готель «Нова троянда»              | New Rose Hotel                           | X                              |
| 1999 | ф   | Екзистенція                        | Existenz                                 | Гас                            |
| 1999 | ф   | Святі з нетрів                     | The Boondock Saints                      | Пол Смекер                     |
| 2000 | ф   | Американський психопат             | American Psycho                          | детектив Дональд Кімбелл       |
| 2000 | ф   | Тінь вампіра                       | Shadow of the Vampire                    | Макс Шрек                      |
| 2000 | ф   | Звірофабрика                       | Animal Factory                           | Ерл Копен                      |
| 2001 | ф   | Павільйон жінок                    | Pavilion of Women                        | отець Андре                    |
| 2001 | ф   | Лики смерті                        | Edges of the Lord                        | священник                      |
| 2002 | ф   | Людина-павук                       | Spider-Man                               | Норман Осборн / Зелений гоблін |
| 2002 | ф   | Автофокус                          | Auto Focus                               | Джон Генрі Карпентер           |
| 2003 | мф  | У пошуках Немо                     | Finding Nemo                             | Зябр (голос)                   |
| 2003 | ф   | Одного разу в Мексиці              | Once Upon a Time in Mexico               | Армандо Барільйо               |
| 2003 | ф   | День розплати                      | The Reckoning                            | Мартін                         |
| 2004 | ф   | Розрахунок                         | The Clearing                             | Арнольд Мак                    |
| 2004 | ф   | Людина-павук 2                     | Spider-Man 2                             | Норман Осборн / Зелений гоблін |
| 2004 | ф   | Джиміні Глік в Ля-ля-вуді          | Jiminy Glick in Lalawood                 | у ролі самого себе             |
| 2004 | ф   | Підводне життя зі Стівом Зісу      | The Life Aquatic with Steve Zissou       | Клаус Даймлер                  |
| 2004 | ф   | Контроль                           | Control                                  | др. Майкл Коупланд             |
| 2004 | ф   | Авіатор                            | The Aviator                              | Роланд Світ                    |
| 2005 | ф   | Три ікси 2: Новий рівень           | xXx: State of the Union                  | генерал Джордж Декерт          |
| 2005 | ф   | Мандерлей                          | Manderlay                                | батько Грейс                   |
| 2005 | ф   | Повернення містера Ріплі           | Ripley Under Ground                      | Ніл Мурчісон                   |
| 2006 | ф   | Американська мрія                  | American Dreamz                          | шеф відділу кадрів             |
| 2006 | ф   | Не впіймали - не злодій            | Inside Man                               | Джон Даріус                    |
| 2006 | ф   | Париже, я люблю тебе               | Paris, je t'aime                         | Ковбой                         |
| 2007 | ф   | Ескорт для дам                     | The Walker                               | сенатор Ларрі Локнер           |
| 2007 | ф   | Містер Бін на відпочинку           | Mr. Bean's Holiday                       | Карсон Клей                    |
| 2007 | ф   | Людина-павук 3                     | Spider-Man 3                             | Норман Осборн / Зелений гоблін |
| 2007 | мф  | Сказання Земномор'я                | ゲド戦記                                 | Коб (англійський дубляж)       |
| 2007 | ф   | Казки стриптиз-клубу               | Go Go Tales                              | Рей Рубі                       |
| 2007 | ф   | Анаморф                            | Anamorph                                 | детектив Стен Обрі             |
| 2008 | ф   | Світляки у саду                    | Fireflies in the Garden                  | Чарльз Вечтер                  |
| 2008 | ф   | Воскреслий Адам                    | Adam Resurrected                         | Клейн                          |
| 2008 | ф   | Пил часу                           | The Dust of Time                         | A                              |
| 2009 | ф   | Антихрист                          | Antichrist                               | Він                            |
| 2009 | ф   | Справа Фаруелла                    | L'affaire Farewell                       | Фіні                           |
| 2009 | ф   | Мій сину                           | My Son, My Son, What Have Ye Done?       | детектив Гевенгерст            |
| 2009 | ф   | Воїни світла                       | Daybreakers                              | Елвіс                          |
| 2009 | мф  | Незрівнянний містер Фокс           | Fantastic Mr. Fox                        | щур (голос)                    |
| 2009 | ф   | Святі з нетрів 2: День всіх святих | The Boondock Saints II: All Saints Day   | Пол Смекер (камео)             |
| 2009 | ф   | Історія одного вампіра             | Cirque du Freak: The Vampire's Assistant | Гавнер Пурл                    |
| 2010 | ф   | Міраль                             | Miral                                    | Едді                           |
| 2011 | ф   | 4:44 Останній день на Землі        | 4:44 Last Day on Earth                   | Сіско                          |
| 2011 | ф   | Мисливець                          | The Hunter                               | Мартін                         |
| 2012 | ф   | Джон Картер: між двох світів       | John Carter                              | Тарс Таркас (голос)            |
| 2012 | ф   | Завтра тебе не буде                | Tomorrow You're Gone                     | Будда                          |
| 2013 | кф  | Усміхнений                         | The Smile Man                            | Віллем                         |
| 2013 | ф   | Дивний Томас                       | Odd Thomas                               | Ваятт Портер                   |
| 2013 | ф   | З пекла                            | Out of the Furnace                       | Джон Петті                     |
| 2013 | ф   | Німфоманка                         | Nymphomaniac                             | Л                              |
| 2014 | ф   | Наднебезпечний                     | A Most Wanted Man                        | Томмі Брю                      |
| 2014 | ф   | Готель «Ґранд Будапешт»            | The Grand Budapest Hotel                 | Джоплінг                       |
| 2014 | ф   | Перехресний вогонь                 | Bad Country                              | Бед Картер                     |
| 2014 | ф   | Пазоліні                           | Pasolini                                 | П'єр Паоло Пазоліні            |
| 2014 | ф   | Винні зірки                        | The Fault in Our Stars                   | Пітер ван Гаутен               |
| 2014 | ф   | Джон Вік                           | John Wick                                | Маркус                         |
| 2015 | ф   | Мій індуський друг                 | My Hindu Friend                          | Дієго Ферман                   |
| 2016 | ф   | Людина людині вовк                 | Dog Eat Dog                              | Скажений пес                   |
| 2016 | мф  | У пошуках Дорі                     | Finding Dorry                            | Зябр (голос)                   |
| 2016 | ф   | Сім'янин                           | A Family Man                             | Ед Блекрідж                    |
| 2016 | ф   | Велика стіна                       | The Great Wall                           | Баллард                        |
| 2017 | ф   | Проект «Флорида»                   | The Florida Project                      | Боббі Гікс                     |
| 2017 | ф   | Сім сестер                         | What Happened to Monday?                 | Теренс Сетман                  |
| 2017 | док | Гора                               | Mountain                                 | оповідач                       |
| 2017 | ф   | Зошит смерті                       | Death Note                               | Рюк                            |
| 2017 | ф   | Вбивство у «Східному експресі»     | Murder on the Orient Express             | Гергард Гардмен                |
| 2018 | ф   | Ван Гог. На порозі вічності        | At Eternity's Gate                       | Вінсент ван Гог                |
| 2018 | ф   | Голос люкс                         | Vox Lux                                  | оповідач                       |
| 2018 | ф   | Аквамен                            | Aquaman                                  | Нуйдіс Вулко                   |
| 2019 | ф   | Маяк                               | The Lighthouse                           | Томас Вейк                     |
| 2019 | ф   | Сирітський Бруклін                 | Motherless Brooklyn                      | Пол Рендольф                   |
| 2019 | ф   | Тоґо                               | Togo                                     | Леонард Сеппала                |
| 2020 | ф   | Останнє, чого він хотів            | The Last Thing He Wanted                 | Дік Макмехон                   |
| 2020 | ф   | Сибір                              | Siberia                                  | Клінт                          |
| 2021 | ф   | Ліга справедливості Зака Снайдера  | Zack Snyder's Justice League             | Нуйдіс Вулко                   |
| 2021 | ф   | Французький вісник                 | The French Dispatch                      | Альберт Абакус                 |
| 2021 | ф   | Холодний розрахунок                | The Card Counter                         | майор Джон Гордо               |
| 2021 | ф   | Алея жаху                          | Nightmare Alley                          | Клем Хоетлі                    |
| 2021 | ф   | Людина-павук: Додому шляху нема    | Spider-Man: No Way Home                  | Норман Осборн / Зелений гоблін |
| 2022 | ф   | Варяг                              | The Northman                             | Геймір „Блазень“               |
| 2022 | ф   | Мертвий за долар                   | Dead for a Dollar                        | Джо Кріббенс                   |
| 2023 | ф   | Всередині                          | Inside                                   | Немо                           |
| 2023 | ф   | Астероїд-Сіті                      | Asteroid City                            | Зальцбург Кайтель              |
| 2023 | ф   | Бідолашні створіння                | Poor Things                              | доктор Годвін Бакстер          |
| 2023 | ф   | Довгоочікуваний світанок           | Finalmente l'alba                        | Руфус Пріорі                   |
| 2023 | а   | Хлопчик і чапля                    | 君たちはどう生きるか                     | пелікан (англ. дубляж)         |
| 2024 | ф   | Види милосердя                     | Kinds of Kindness                        | Реймонд / Джордж / Омі         |
| 2024 | ф   | Бітлджюс Бітлджюс                  | Beetlejuice Beetlejuice                  | Вольф Джексон                  |
| 2024 | ф   | Суботній вечір                     | Saturday Night                           | Дейв Тебет                     |
| 2024 | ф   | Носферату                          | Nosferatu                                | Альбін Еберхарт фон Франц      |
| 2025 | ф   | Очі: Легенда Карпат                | The Legend of Ochi                       | Максим                         |
| 2025 | ф   | Фінікійська схема                  | The Phoenician Scheme                    | Валет                          |
| 2026 | ф   |                                    | Werwulf                                  |                                |

### Телебачення
| Рік  |    | Українська назва                  | Оригінальна назва   | Роль                                                             |
| ---- | -- | --------------------------------- | ------------------- | ---------------------------------------------------------------- |
| 1986 | с  | Автостопщик                       | The Hitchhiker      | Джеффрі Хант (Епізод: «Ghostwriter»)                             |
| 1991 | с  | Риболовля з Джоном                | Fishing with John   | гість (Епізод: «Ice Fishing in Northern Maine»)                  |
| 1997 | мс | Сімпсони                          | The Simpsons        | Комендант (Епізод: «The Secret War of Lisa Simpson»)             |
| 2010 | с  | Американський досвід              | American Experience | оповідач (Епізод: «Into the Deep: America, Whaling & the World») |
| 2022 | с  | Суботнього вечора в прямому ефірі | Saturday Night Live | ведучий (Епізод: «Will Forte / Måneskin»)                        |
| 2022 | с  | Суботнього вечора в прямому ефірі | Saturday Night Live | гість (Епізод: «Willem Dafoe / Katy Perry»)                      |
| 2022 | с  | Королівство                       | Riget               | герцог (3 епізоди)                                               |

### Відеоігри
| Рік  |    | Українська назва                      | Оригінальна назва                     | Роль                                  |
| ---- | -- | ------------------------------------- | ------------------------------------- | ------------------------------------- |
| 2002 | вг | Spider-Man                            | Spider-Man                            | Норман Осборн / Зелений гоблін        |
| 2003 | вг | Finding Nemo                          | Finding Nemo                          | Зябр                                  |
| 2003 | вг | James Bond 007: Everything or Nothing | James Bond 007: Everything or Nothing | Ніколай Діаволо                       |
| 2013 | вг | Beyond: Two Souls                     | Beyond: Two Souls                     | Нейтан Докінз (також захоплення руху) |
| 2021 | вг | Twelve Minutes                        | Twelve Minutes                        | офіцер поліції                        |